# Aminata Koné
Pour les articles homonymes, voir Koné.
Aminata Koné, juriste et militante pour les droits humains, est vice-présidente de la fondation Abbé-Pierre, secrétaire générale de la Confédération syndicale des familles et membre du Conseil économique, social et environnemental.

## Biographie
Aminata Koné est juriste. Elle est secrétaire générale de la Confédération syndicale des familles et travaille sur le plan pauvreté.
Aminata Koné est membre du Conseil économique, social et environnemental. Elle y représente l'Union nationale des associations familiales et est dans ce cadre, présidente de la section des affaires sociales et de la santé . Elle est également membre de la Délégation aux droits des femmes et à l'égalité.
À la fondation Abbé-Pierre, où elle défend les droits des personnes mal logées, elle occupe le poste de vice-présidente. 
Elle est aussi membre du Haut Conseil de la famille, de l'enfance et de l'âge, où elle représente la Confédération syndicale des familles.

## Distinctions
- 2012 : chevalier de la Légion d'honneur[7].
- 2019 : officier de l'Ordre national du Mérite[8]